# Rallye de Grande-Bretagne
Le rallye de Grande-Bretagne (anciennement rallye du Royal Automobile Club, RAC Rally (des origines à 1997) associé aux termes Daily Mirror (1971-1973), Lombard (1974-1992, compagnie financière), Network Q (1993-2002) est un rallye qui fut disputé pour la première fois en 1932. Il est également retenu pour le championnat national anglais MSA. Son nom exact est désormais Wales Rally GB depuis 2003 (grâce au gouvernement gallois), le terme de Grande-Bretagne pris isolément n'étant apparu qu'en 2009. Il est géré depuis Cardiff qui est aussi son point de départ principal, à quelques récentes exceptions près comme Cheltenham, ou la conurbation de Deeside à l'extrême nord du Pays de Galles en 2013 (à Conwy Castle exactement).
Pour la première fois de son histoire, le rallye est annulé deux années consécutives (2020-2021), en raison de la pandémie de Covid-19 ; les deux précédentes annulations datant de 1957 et de 1967.

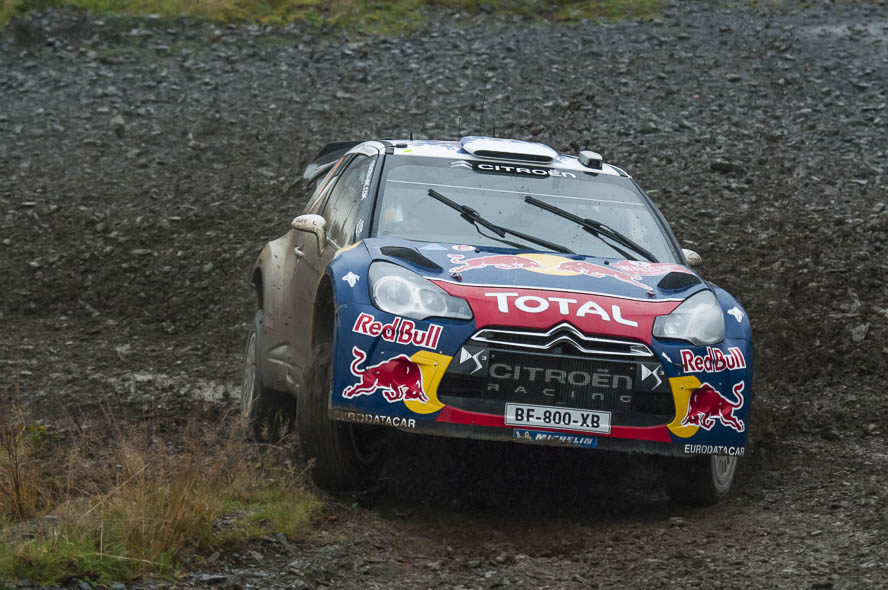
Sébastien Ogier sur Citroën DS3 WRC en 2011.

## Histoire
Son premier vainqueur (officieux) est A.H. Loughborough (colonel alors, puis nommé général de brigade en 1936), sur Lanchester 15/18, ayant obtenu le moins de points de pénalités lors du principal test final. 341 concurrents partent alors de neuf villes différentes (Londres, Bath, Norwich, Leamington, Buxton, Harrogate, Liverpool, Newcastle, et Édimbourg) sur plus de 1500 kilomètres jusqu'à Torquay. Tests d'accélération et de braquage sont au programme, ainsi qu'un concours d'élégance à l'arrivée. En 1938 231 équipages sur les 237 au départ sont à l'arrivée. La performance pure sera pour l'après-guerre.
Dès 1953, il devient la 10e et dernière épreuve du calendrier du Championnat d'Europe des rallyes naissant. Avec le Rallye de Monte-Carlo il reste du calendrier continental d'alors la seule épreuve toujours existante aujourd'hui. Disputé à la fin de l'automne entre novembre et décembre, pluie, brouillard et boue sont le plus souvent les invités forcés de son programme, qui emprunte des chemins de forêts humides.
À la suite du succès de l'organisation de la première étape sylvestre d'Argyll (Écosse) en 1960, la compétition s'ouvre dès l'année suivante aux chemins forestiers du reste du pays.
En 1967, ATV prévoit pour la première fois une large retransmission télévisée de l'évènement. L'alerte de Fièvre aphteuse déclenchée la veille de la course transforme celle-ci en une modeste épreuve pour la presse audiovisuelle aux alentours de Bagshot.
En 1971 a lieu l'introduction au premier jour de course de Mickey Mouse Stages (ou étapes à spectateurs), dépourvues de réels défis et destinées à un meilleur contact avec un public toujours plus nombreux à canaliser, comme au parc de Sutton Coldfield. Les Super Special Stages les suppléent de nos jours. 
En 1981, seuls 54 équipages sur 151 rallient l'arrivée. En 1986, le RAC (ou le Lombard) accueille la dernière apparition des véhicules du Groupe B FIA. La Peugeot 205 T16 Évolution 2 truste trois des quatre premières places, avec Timo Salonen, Juha Kankkunen et Mikael Sundström. Jusqu'en 1988, il se déroule sur parcours secrets en partie du fait de la traversée de propriété privées lors de toutes les épreuves spéciales, la loi britannique interdisant alors l'emprunt de routes publiques fermées à la circulation, strictement tout au moins jusqu'en 1997 lors du Jim Clark Memorial rally.
En 1998, l'Espagnol Sainz voit son troisième titre mondial s'envoler à 500 mètres de la fin de course, le moteur de sa Toyota Corolla expirant soudainement lors de l'E.S. de Margam Park.
En 2005, une première Super Special Stage est disputée au Millennium Stadium. Michael Park meurt quand la voiture où il est copilote percute un arbre, et Sébastien Loeb perd alors volontairement la course qui est amputée de ses deux dernières E.S..
Ce rallye est la manche britannique du championnat du monde des rallyes depuis la création de ce dernier, en 1973. Il clôt traditionnellement chacune des saisons mondiales depuis l'origine, à de rares exceptions près.
Sébastien Ogier détient le record de victoires sur ce rallye avec 5 succès, devant Hannu Mikkola et Petter Solberg , victorieux à quatre reprises. 

Il existe désormais deux autres compétitions en activité, le RAC Revival Rally avec des voitures modernes et moins puissantes, et le Roger Albert Clark Rally Historique avec des modèles fabriqués avant 1972.
(nb: le Rallye du pays de Galles (ou Welsh Rally) est une épreuve différente, comptant pour le BRC (British Rally Championship))

## Palmarès du Rallye de Grande-Bretagne[5]

### Avant guerre

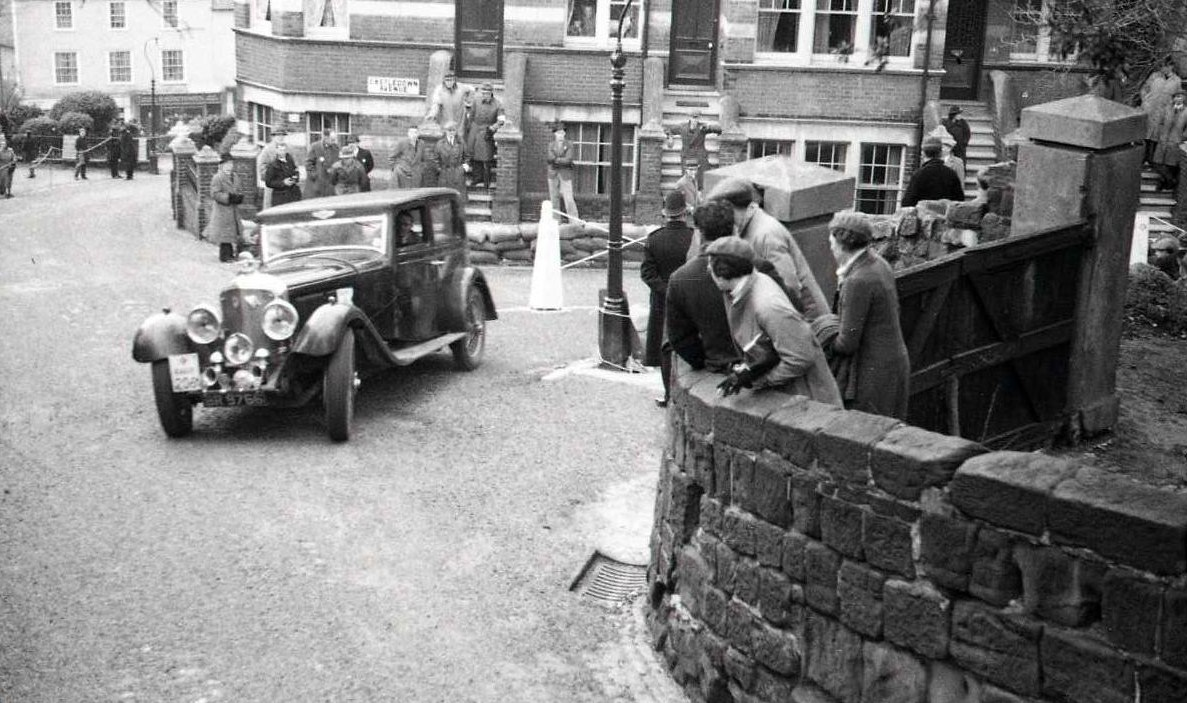
Édition 1937 de l'épreuve (Bentley Speed 6½-litre de 1929).

| Année | Pilote                    | Copilote | Voiture          |
| ----- | ------------------------- | -------- | ---------------- |
| 1932  | Colonel A.H. Loughborough | -        | Lanchester 15/18 |
| 1933  | Miss Kitty Brunell        | -        | A.C. Ace         |
| 1934  | F.R.G. Spikins            | -        | Singer Le Mans   |
| 1935  | H.C. Dryden               | -        | Ford             |
| 1936  | C.E.A. Westcott           | -        | Austin Seven     |
| 1937  | Jack Harrop               | -        | Jaguar SS100     |
| 1938  | Jack Harrop               | -        | Jaguar SS100     |
| 1939  | Abiegeg Fane              | -        | BMW 328          |

### Après guerre

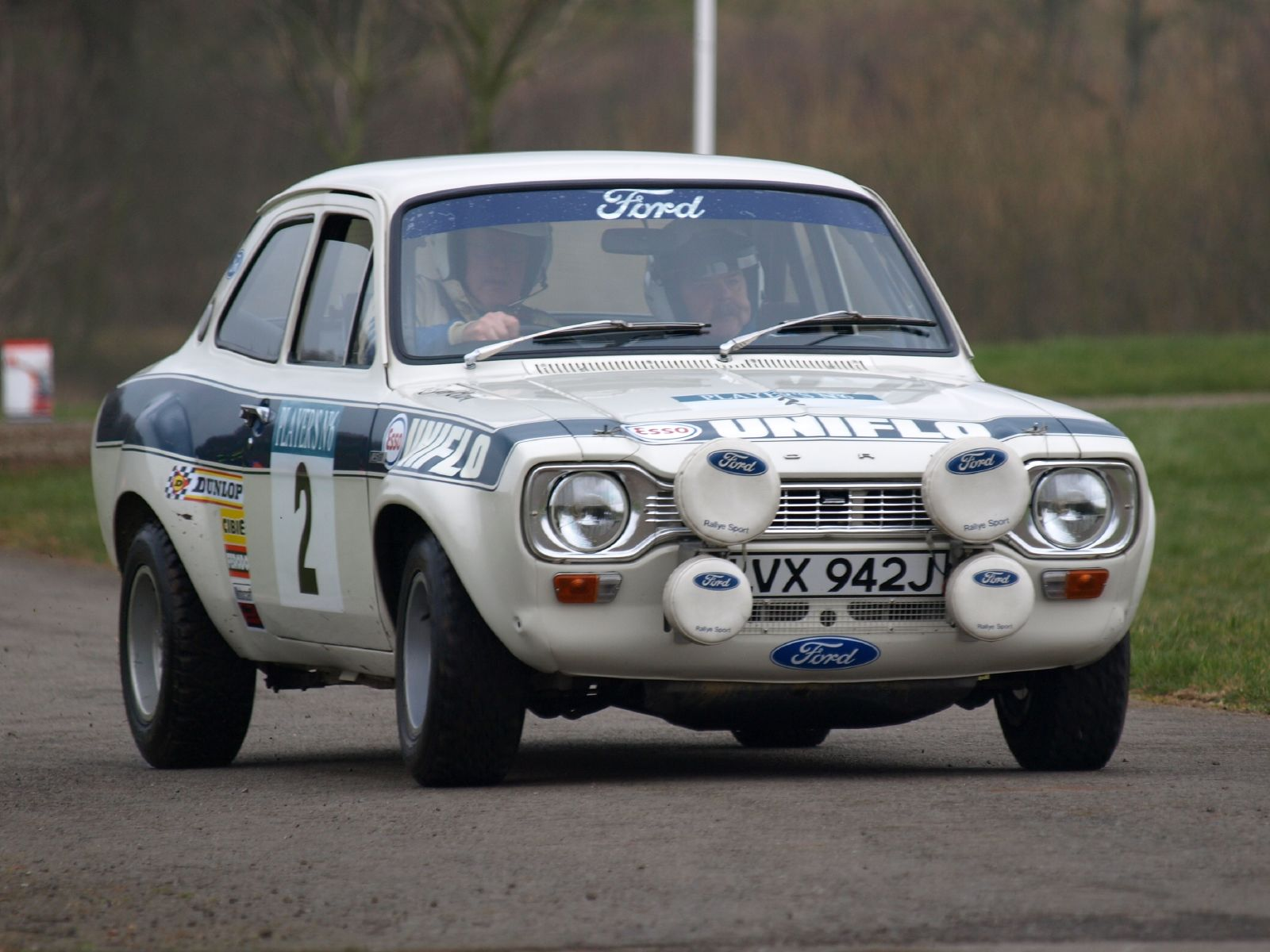
La Ford Escort RS1600 de Roger Clark, vainqueur en 1972.

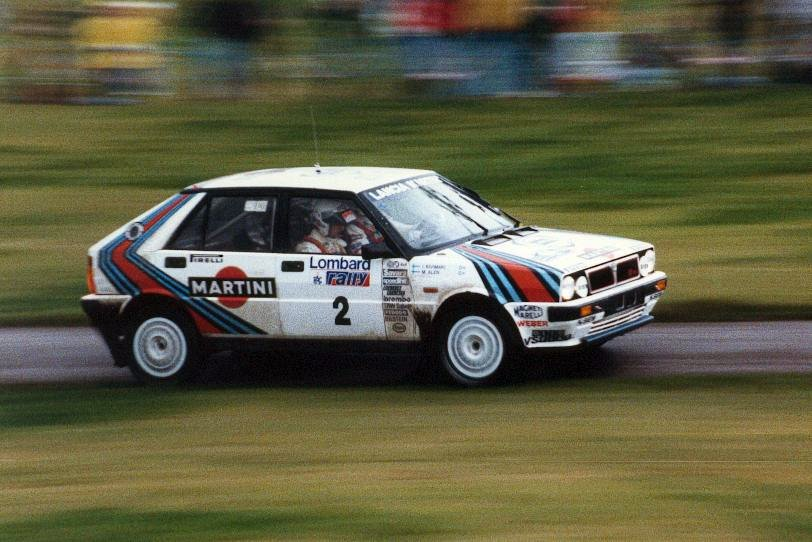
Markku Alén au RAC Rally en 1987 (Lancia).

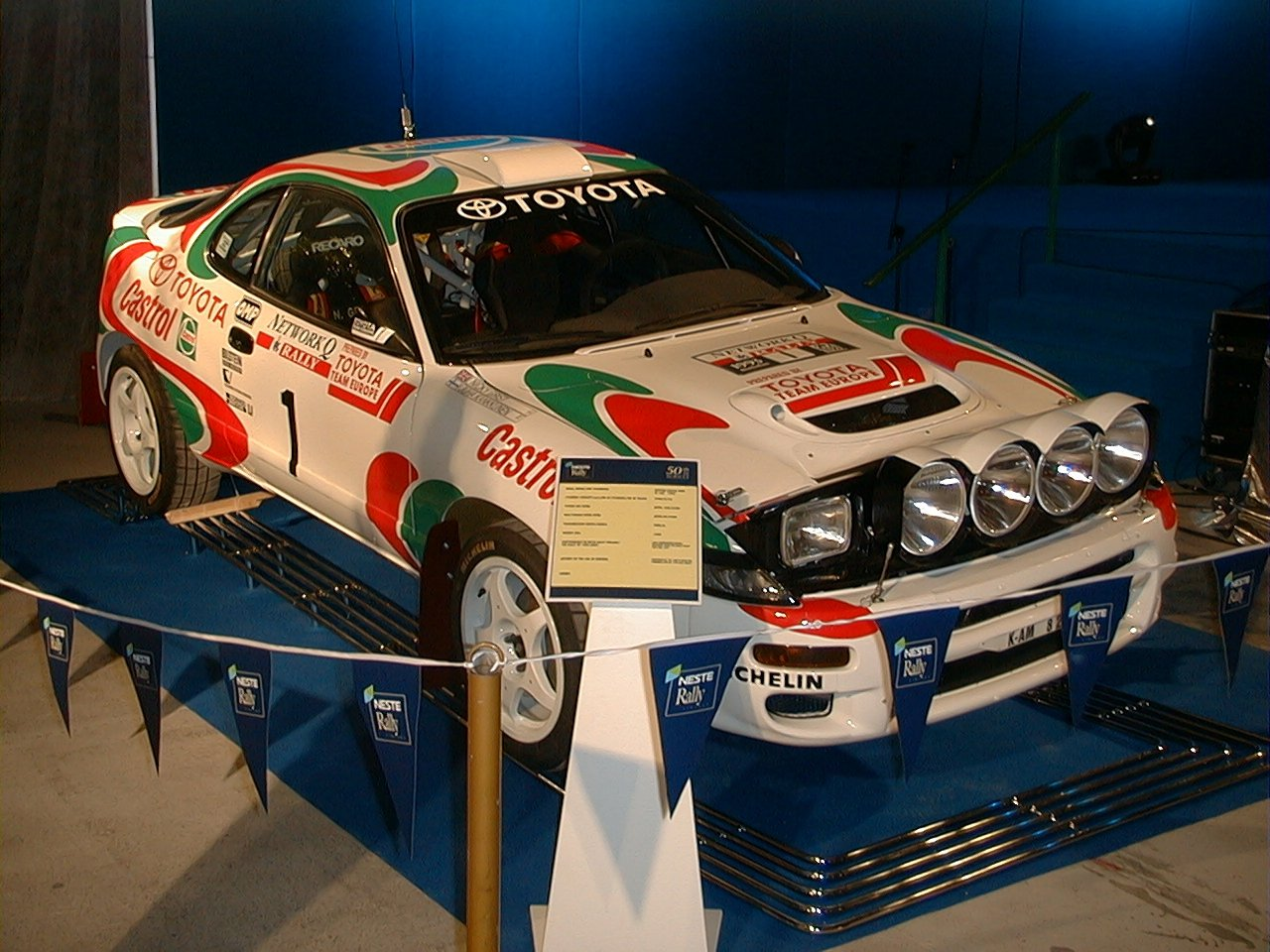
La Toyota Celica Turbo 4WD de Juha Kankkunen, victorieuse en 1993.

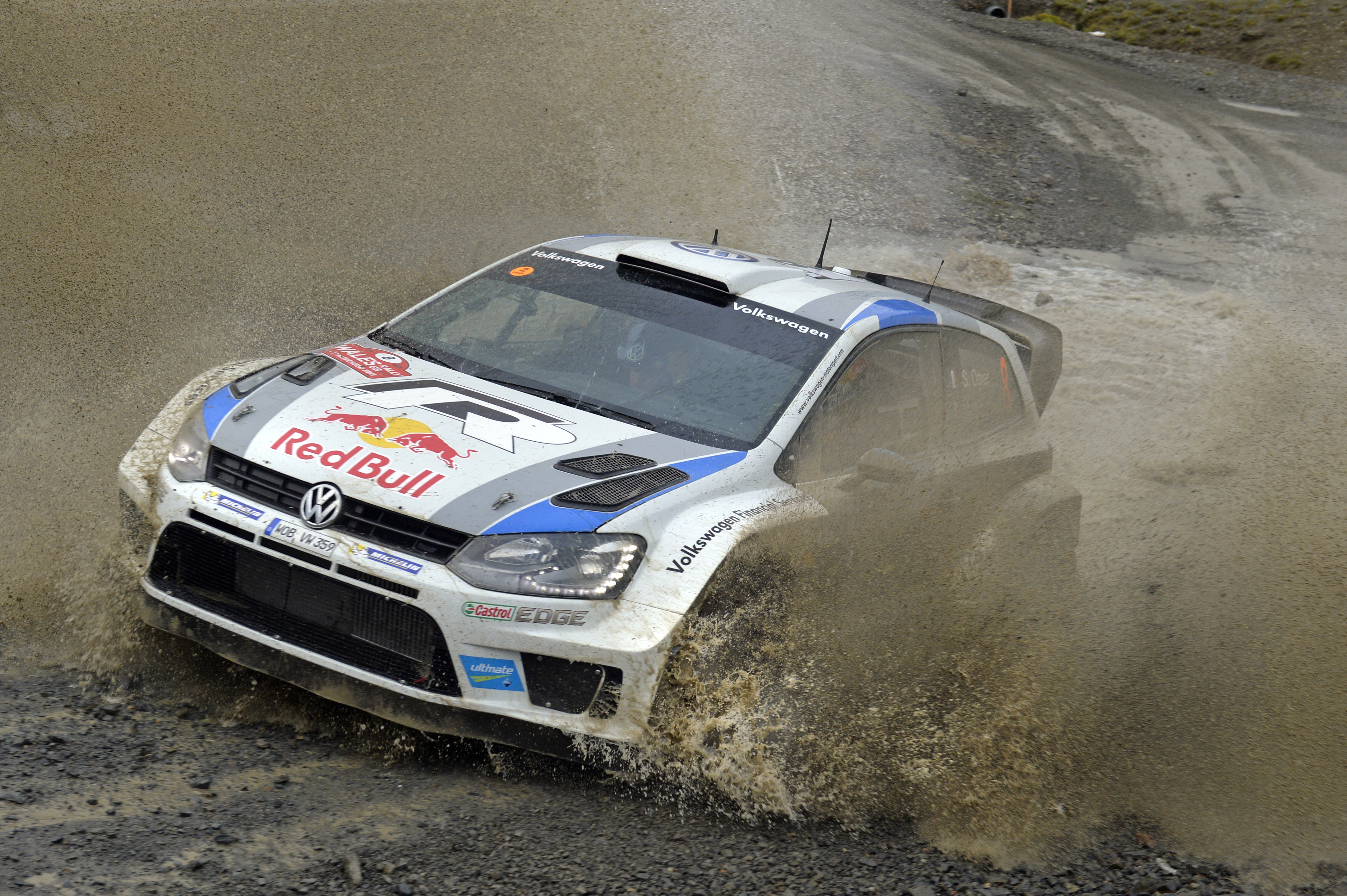
Volkswagen Polo R WRC de Sébastien Ogier lors de l'édition 2013.

| Année | Pilote                                   | Copilote                                 | Voiture                                  |
| ----- | ---------------------------------------- | ---------------------------------------- | ---------------------------------------- |
| 1951  | Ian Appleyard                            | Mrs. Pat Appleyard                       | Jaguar XK 120                            |
| 1952  | Godfrey Imhof                            | Mrs. Barbara "Betty" Frayling            | Allard J2X Cadillac                      |
| 1953  | Ian Appleyard                            | Mrs. Pat Appleyard                       | Jaguar XK 120                            |
| 1954  | John Walwork                             | Harold Brooks                            | Triumph TR 3                             |
| 1955  | Jimmy Ray                                | Brian Harrocks                           | Standard Ten                             |
| 1956  | Lyndon Sims                              | Rupert Jones et Tony Ambrose             | Astom-Martin DB2                         |
| 1957  | Épreuve annulée (crise de Suez)          | Épreuve annulée (crise de Suez)          | Épreuve annulée (crise de Suez)          |
| 1958  | Peter Harper                             | Bill Deane                               | Sunbeam-Rapier                           |
| 1959  | Gerry Burgess                            | Sam Croft-Pearson                        | Ford Zephyr                              |
| 1960  | Erik Carlsson                            | Stuart Turner                            | Saab 96                                  |
| 1961  | Erik Carlsson                            | John Brown                               | Saab 96                                  |
| 1962  | Erik Carlsson                            | David Stone                              | Saab 96                                  |
| 1963  | Tom Trana                                | Sune Lindstrom                           | Volvo PV 544                             |
| 1964  | Tom Trana                                | Gunnar Thermaenius                       | Volvo PV 544                             |
| 1965  | Rauno Aaltonen                           | Tony Ambrose                             | Mini Cooper                              |
| 1966  | Bengt Söderström                         | Gunnar Palm                              | Ford Cortina Lotus                       |
| 1967  | Épreuve annulée (fièvre aphteuse)        | Épreuve annulée (fièvre aphteuse)        | Épreuve annulée (fièvre aphteuse)        |
| 1968  | Simo Lampinen                            | John Davenport                           | Saab 96                                  |
| 1969  | Harry Källström                          | Gunnar Häggbom                           | Lancia Fulvia 1.6 Coupé HF               |
| 1970  | Harry Källström                          | Gunnar Häggbom                           | Lancia Fulvia 1.6 Coupé HF               |
| 1971  | Stig Blomqvist                           | Arne Hertz                               | Saab 96 V4                               |
| 1972  | Roger Clark                              | Tony Mason                               | Ford Escort RS1600                       |
| 1973  | Timo Mäkinen                             | Henry Liddon                             | Ford Escort RS1600                       |
| 1974  | Timo Mäkinen                             | Henry Liddon                             | Ford Escort RS1600                       |
| 1975  | Timo Mäkinen                             | Henry Liddon                             | Ford Escort RS1800                       |
| 1976  | Roger Clark                              | Stuart Pegg                              | Ford Escort RS1800                       |
| 1977  | Björn Waldegård                          | Hans Thorszelius                         | Ford Escort RS1800                       |
| 1978  | Hannu Mikkola                            | Arne Hertz                               | Ford Escort RS1800                       |
| 1979  | Hannu Mikkola                            | Arne Hertz                               | Ford Escort RS1800                       |
| 1980  | Henri Toivonen                           | Paul White                               | Talbot Sunbeam                           |
| 1981  | Hannu Mikkola                            | Arne Hertz                               | Audi Quattro                             |
| 1982  | Hannu Mikkola                            | Arne Hertz                               | Audi Quattro                             |
| 1983  | Stig Blomqvist                           | Björn Cederberg                          | Audi Quattro A2                          |
| 1984  | Ari Vatanen                              | Terry Harryman                           | Peugeot 205 Turbo 16                     |
| 1985  | Henri Toivonen                           | Neil Wilson                              | Lancia Delta S4                          |
| 1986  | Timo Salonen                             | Seppo Harjanne                           | Peugeot 205 Turbo 16 Évolution 2         |
| 1987  | Juha Kankkunen                           | Juha Piironen                            | Lancia Delta HF 4WD                      |
| 1988  | Markku Alén                              | Ilkka Kivimäki                           | Lancia Delta Integrale                   |
| 1989  | Pentti Airikkala                         | Ronan McNamee                            | Mitsubishi Galant VR-4                   |
| 1990  | Carlos Sainz                             | Luís Moya                                | Toyota Celica GT-4 (ST165)               |
| 1991  | Juha Kankkunen                           | Juha Piironen                            | Lancia Delta HF Integrale 16v            |
| 1992  | Carlos Sainz                             | Luís Moya                                | Toyota Celica Turbo 4WD (ST185)          |
| 1993  | Juha Kankkunen                           | Nicky Grist                              | Toyota Celica Turbo 4WD (ST185)          |
| 1994  | Colin McRae                              | Derek Ringer                             | Subaru Impreza 555                       |
| 1995  | Colin McRae                              | Derek Ringer                             | Subaru Impreza 555                       |
| 1996  | Armin Schwarz                            | Denis Giraudet                           | Toyota Celica GT-4                       |
| 1997  | Colin McRae                              | Nicky Grist                              | Subaru Impreza WRC 97                    |
| 1998  | Richard Burns                            | Robert Reid                              | Mitsubishi Carisma GT                    |
| 1999  | Richard Burns                            | Robert Reid                              | Subaru Impreza WRC 99                    |
| 2000  | Richard Burns                            | Robert Reid                              | Subaru Impreza WRC 2000                  |
| 2001  | Marcus Grönholm                          | Timo Rautiainen                          | Peugeot 206 WRC                          |
| 2002  | Petter Solberg                           | Phil Mills                               | Subaru Impreza WRC 2002                  |
| 2003  | Petter Solberg                           | Phil Mills                               | Subaru Impreza WRC 2003                  |
| 2004  | Petter Solberg                           | Phil Mills                               | Subaru Impreza WRC 2004                  |
| 2005  | Petter Solberg                           | Phil Mills                               | Subaru Impreza WRC 2005                  |
| 2006  | Marcus Grönholm                          | Timo Rautiainen                          | Ford Focus RS WRC 06                     |
| 2007  | Mikko Hirvonen                           | Jarmo Lehtinen                           | Ford Focus RS WRC 07                     |
| 2008  | Sébastien Loeb                           | Daniel Elena                             | Citroën C4 WRC                           |
| 2009  | Sébastien Loeb                           | Daniel Elena                             | Citroën C4 WRC                           |
| 2010  | Sébastien Loeb                           | Daniel Elena                             | Citroën C4 WRC                           |
| 2011  | Jari-Matti Latvala                       | Miikka Anttila                           | Fiesta RS WRC                            |
| 2012  | Jari-Matti Latvala                       | Miikka Anttila                           | Fiesta RS WRC                            |
| 2013  | Sébastien Ogier                          | Julien Ingrassia                         | Volkswagen Polo R WRC                    |
| 2014  | Sébastien Ogier                          | Julien Ingrassia                         | Volkswagen Polo R WRC                    |
| 2015  | Sébastien Ogier                          | Julien Ingrassia                         | Volkswagen Polo R WRC                    |
| 2016  | Sébastien Ogier                          | Julien Ingrassia                         | Volkswagen Polo R WRC                    |
| 2017  | Elfyn Evans                              | Daniel Barritt                           | Ford Fiesta WRC                          |
| 2018  | Sébastien Ogier                          | Julien Ingrassia                         | Ford Fiesta WRC                          |
| 2019  | Ott Tänak                                | Martin Järveoja                          | Toyota Yaris WRC                         |
| 2020  | Épreuves annulées (pandémie de Covid-19) | Épreuves annulées (pandémie de Covid-19) | Épreuves annulées (pandémie de Covid-19) |
| 2021  | Épreuves annulées (pandémie de Covid-19) | Épreuves annulées (pandémie de Covid-19) | Épreuves annulées (pandémie de Covid-19) |

### Victoires
-15-
- Ford

-9-
- Saab
- .Subaru

-6-
- Lancia

-5-
- -Saab 96 V4
- Sébastien Ogier

-4-
- Hannu Mikkola
- Petter Solberg
- Volkswagen Polo R WRC

-3-

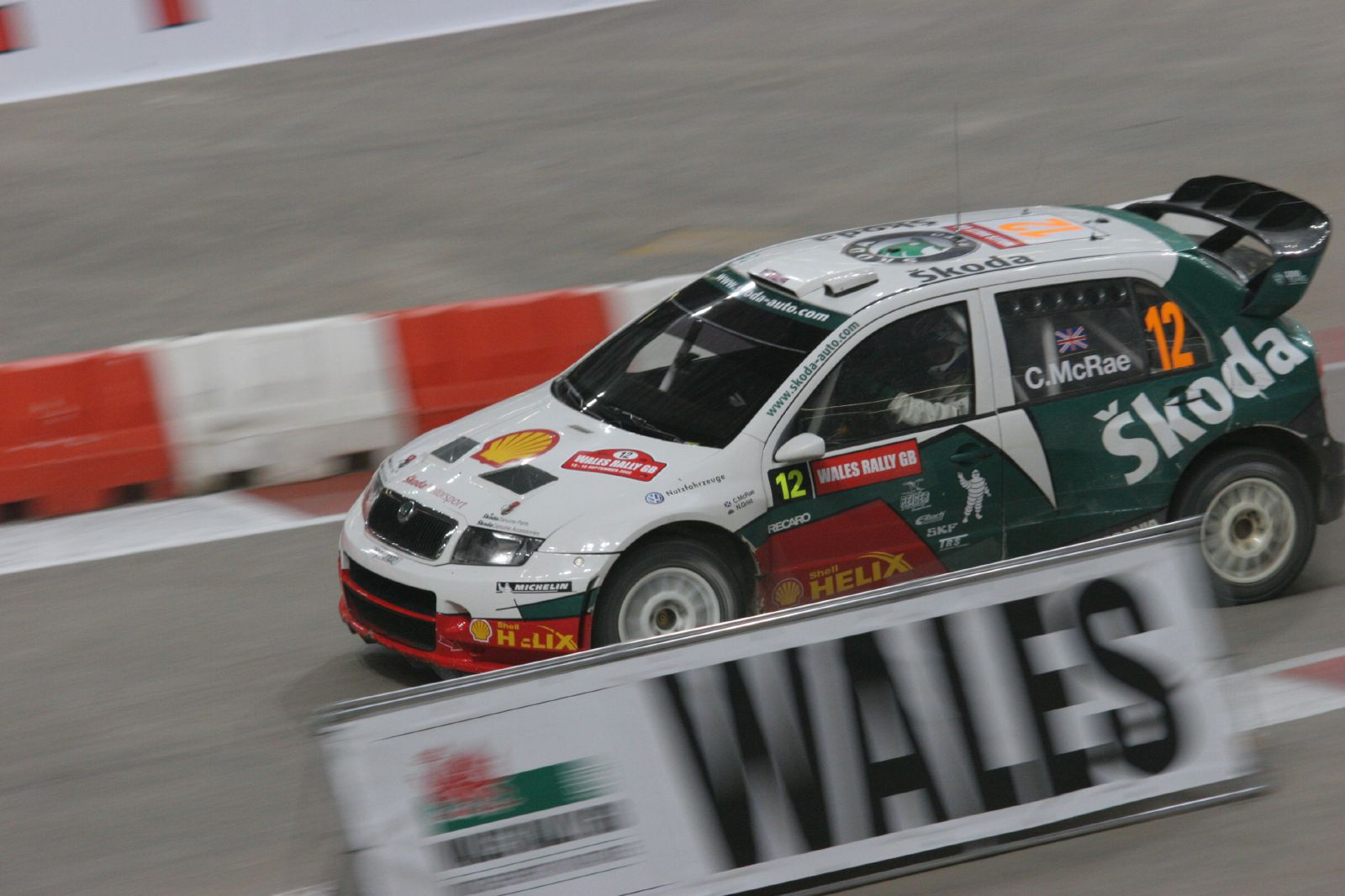
Colin McRae au RAC Rally en 2005 (Škoda).

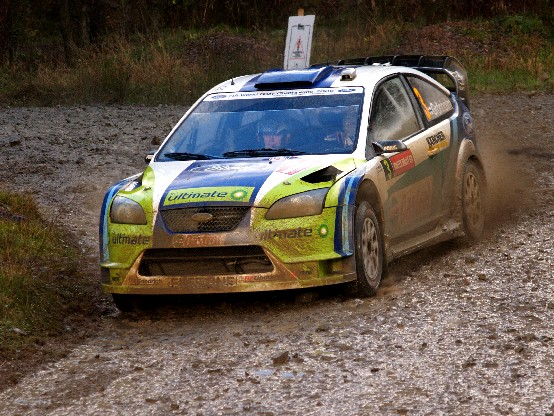
Marcus Grönholm au RAC Rally en 2006 (Ford).

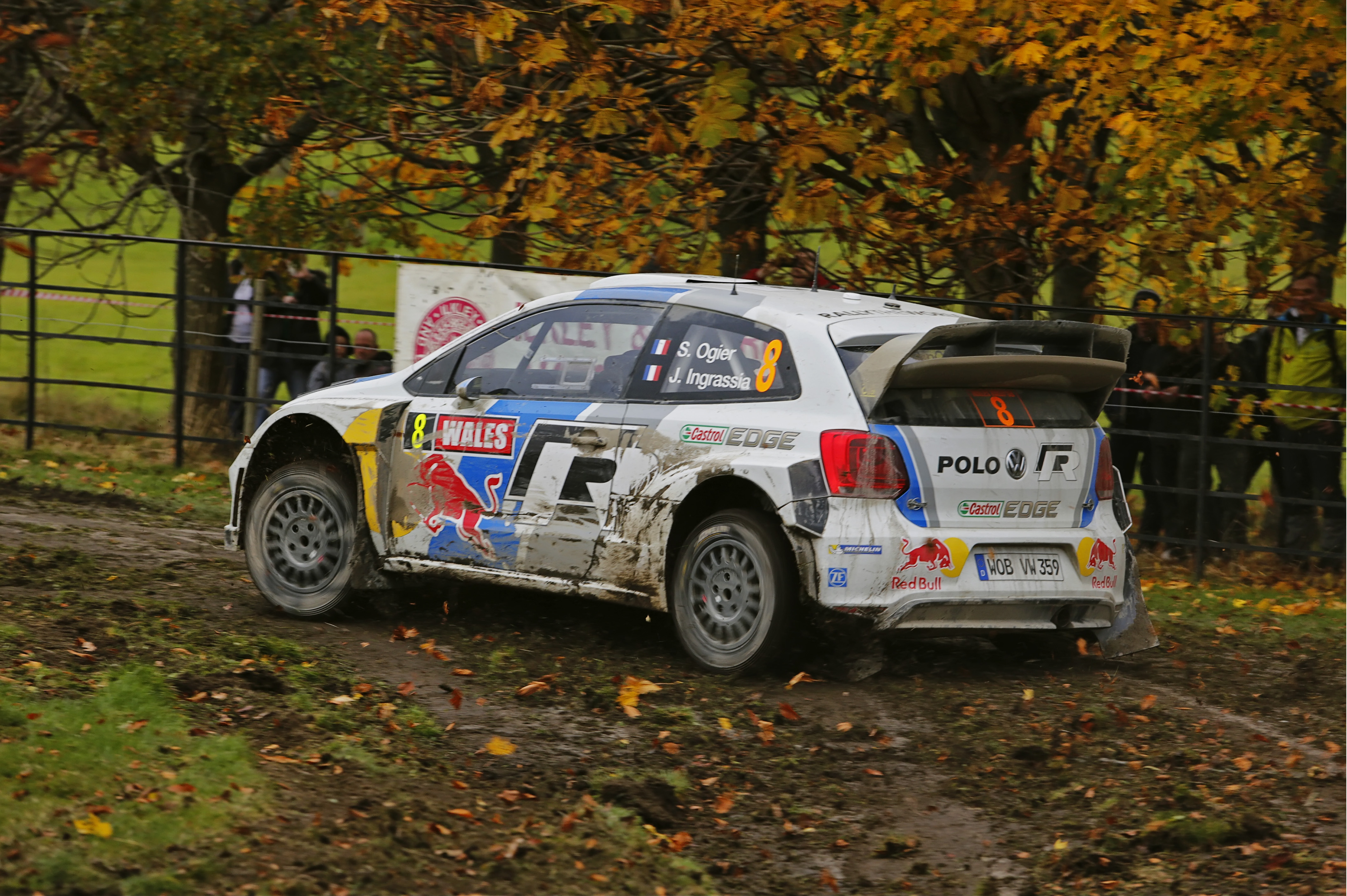
Sébastien Ogier lors de l'édition 2013.

- Timo Mäkinen, Juha Kankkunen
- Colin McRae, Richard Burns
- Sébastien Loeb
- Erik Carlsson

- Audi
- Toyota
- Peugeot, Citroën

-2-
- Jack Harrop- Ian Appleyard- Roger Clark
- Tom Trana- Harry Källström- Stig Blomqvist
- Henri Toivonen- Jari-Matti Latvala-  Marcus Grönholm
- Carlos Sainz
- -Jaguar XK 120 - Volvo PV 544 - Mitsubishi

-1-
- Godfrey Imhof- John Walwork- Jimmy Ray- Lyndon Sims- Peter Harper- Gerald Burgess - Elfyn Evans
- Rauno Aaltonen- Simo Lampinen-Timo Salonen-Markku Alén- Pentti Airikkala- Mikko Hirvonen
- Bengt Söderström-Björn Waldegård
- Armin Schwarz

- Allard Cadillac
- Triumph TR 3 - Aston Martin DB2 -Sunbeam-Rapier- Mini Cooper
- -Talbot Sunbeam

## Roger Albert Clark Rally (ou RAC Rally Historique)
Depuis 2004 est organisé le Roger Albert Clark Rally:
| Palmarès |
| --- |
| - 2004: Stig Blomqvist / Ana Goni (Ford Escort Mk2): - 2005: Mark Higgins / Peter Martin (Ford Escort Mk1); - 2006: Jimmy McRae / Andy Richardson (Ford Escort Mk2); - 2007: Steve Bannister / Kevin Rae (Ford Escort Mk2); - 2008: Malcolm Wilson / John Millington (Ford Escort Mk2); - 2009: Gwyndaf Evans / John Millington (Ford Escort Mk2); - 2010: Stefaan Stouf (vainqueur du Rallye des Routes du Nord Historique en 2005) / Joris Erard (Ford Escort Mk1); - 2011: Gwyndaf Evans / John Millington (Ford Escort Mk2). - 2012: Martin McCormack / Phil Clarke (Ford Escort Mk2); - 2013: Steve "Banni" Bannister / Kevin Rae (Ford Escort Mk2). |